# Exodus (album của EXO)
Exodus (cách điệu thành EXODUS) là album phòng thu thứ hai của nhóm nhạc Hàn-Trung Quốc EXO, được SM Entertainment phát hành vào ngày 30 tháng 3 năm 2015. Đây là album đầu tiên của nhóm được quảng bá với đội hình 10 thành viên sau vụ kiện của hai thành viên Kris và Luhan, đồng thời là album cuối cùng có sự tham gia của thành viên Tao. Ngày 3 tháng 6 năm 2015, album được phát hành lại bằng một phiên bản với tên gọi Love Me Right bao gồm bốn bài hát mới.

## Bối cảnh
Trước khi phát hành album, SM Entertainment đã tổ chức buổi họp báo, tất cả mọi thành viên đều có mặt ngoại trừ Lay, anh đang ở Trung Quốc ghi hình cho bộ phim mới của anh. Mặc dù không tham dự buổi họp báo, anh đã xin lỗi qua video call, "Tôi thực sự xin lỗi. Tôi rất muốn nhìn thấy mọi người. Tôi cũng nhớ các thành viên. Chúng tôi sẽ trở lại với hình tượng hoàn hảo. Hãy ủng hộ chúng tôi."
Suho cũng phát biểu rằng anh chưa bao giờ nghĩ đến những con số sau khi phát hành album, và chỉ muốn mang âm nhạc mới đến người hâm mộ. Anh nói rằng điều duy nhất trong tâm trí các thành viên là tạo ra album để người nghe thưởng thức nó. Anh cũng kết luận rằng đây là sự khởi đầu mới của EXO, sau vụ kiện của cựu thành viên Luhan và Kris, và các thành viên muốn thể hiện sự tương sáng hơn, tươi mới hơn cho người hâm mộ của họ.
Album có lời bài hát từ Teddy Riley và cũng như Jonghyun của SHINee người viết lời cho ca khúc "Playboy". Gồm 10 ca khúc bao gồm thể loại dance, R&B, và ballad.

## Phát hành
Exodus phát hành vào 30 tháng 3 năm 2015. Chỉ sau vài giờ phát hành, iTunes xác nhận rằng đã đạt được vị trí thứ năm trong bảng xếp hạng bán ra, vượt qua nhạc phim của Năm mươi sắc thái và 1989 của Taylor Swift.
EXO đã nói rằng sẽ có 20 ảnh bìa khác nhau của album sẽ được phát hành, cả hai loại trực tuyến và đĩa vật lý. Mỗi thành viên sẽ có một ảnh bìa trên album, trong cả hai bản Hàn và Trung. Phiên bản Hàn có màu vàng trong khi phiên bản Trung có màu bạc.

## Quảng bá
EXO tổ chức sân khấu trở lại "Call Me Baby" trên M! Countdown (Mnet) nơi mà họ kết hợp vũ đạo mạnh mẽ tại 2 địa điểm sân khấu khác nhau. Song song với ca khúc chủ đạo, nhóm còn biễu diễn "My Answer" trên M! Countdown và Music Bank (KBS), và ca khúc chủ đề trên Show! Music Core (MBC) và The Music Trend (SBS). EXO giành được giải thưởng đầu tiên trên The Music Trend phát sóng ngày 5 tháng 4 năm 2015.

## Danh sách bài hát
※ Ca khúc in đậm là đĩa đơn trong album.
| Bản Hàn (CD/Tải kỹ thuật số) | Bản Hàn (CD/Tải kỹ thuật số)                                | Bản Hàn (CD/Tải kỹ thuật số)              | Bản Hàn (CD/Tải kỹ thuật số)                                              | Bản Hàn (CD/Tải kỹ thuật số) |
| STT                          | Nhan đề                                                     | Phổ lời                                   | Phổ nhạc                                                                  | Thời lượng                   |
| ---------------------------- | ----------------------------------------------------------- | ----------------------------------------- | ------------------------------------------------------------------------- | ---------------------------- |
| 1.                           | "Call Me Baby" (trình bày bởi EXO)                          | Jo Yoon-kyung, January 8th, Kim Dong-hyun | Teddy Riley, DOM, Lee Hyun-seung, J.SOL, Dantae Johnson                   | 3:31                         |
| 2.                           | "Transformer"                                               | Kenzie                                    | Kenzie, Jonathan Yip, Jeremy Reeves, Ray Romulus, Ray McCullough          | 3:47                         |
| 3.                           | "시선 둘, 시선 하나 (What If...)" (Siseon Dul, Siseon Hana) | Seo Ji-eum                                | The Underdogs, Patrick 'J. Que' Smith, Dewain Whitmore, Adonis Shropshire | 4:18                         |
| 4.                           | "My Answer" (trình bày bởi Baekhyun, D.O., và Suho)         | Lee Joo-hyung                             | Lee Joo-hyung                                                             | 3:33                         |
| 5.                           | "Exodus"                                                    | Jo Yoon-kyung                             | Albi Albertsson, Yuka Otsuki, Fabian Strangl                              | 3:19                         |
| 6.                           | "El Dorado"                                                 | Seo Ji-eum, Lee Yoo-jin                   | Lim Kwang-wook, Mage, Chase                                               | 3:59                         |
| 7.                           | "Playboy"                                                   | Jonghyun                                  | Jonghyun, 위프리키                                                        | 3:32                         |
| 8.                           | "Hurt"                                                      | 100% Seo-jung                             | Albi Albertsson                                                           | 3:39                         |
| 9.                           | "유성우 (Lady Luck)" (Yuseong-u)                            | Jo Yoon-kyung                             | Command Freaks, Andreas Stone Johansson                                   | 3:33                         |
| 10.                          | "Beautiful"                                                 | Lee Chae-yoon                             | Teddy Riley, DOM, Richard Garcia, Dantae Johnson, Labyron Walton          | 4:03                         |
| Tổng thời lượng:             | Tổng thời lượng:                                            | Tổng thời lượng:                          | Tổng thời lượng:                                                          | 37:14                        |

| Bản Trung (CD/tải kỹ thuật số) | Bản Trung (CD/tải kỹ thuật số)                                                                                     | Bản Trung (CD/tải kỹ thuật số)                    | Bản Trung (CD/tải kỹ thuật số)                                            | Bản Trung (CD/tải kỹ thuật số) |
| STT                            | Nhan đề | Phổ lời                                           | Phổ nhạc                                                                  | Thời lượng                     |
| ------------------------------ | --- | ------------------------------------------------- | ------------------------------------------------------------------------- | ------------------------------ |
| 1.                             | "Call Me Baby (叫我)" (Jiào Wǒ; trình bày bởi EXO)                                                                 | Jo Yoon-kyung, January 8th, Kim Dong-hyun, 代岳东 | Teddy Riley, DOM, Lee Hyun-seung, J.SOL, Dantae Johnson                   | 3:31                           |
| 2.                             | "Transformer (变形女)" (Phồn thể: 變形女; Bính âm: Biànxíng Nǚ)                                                    | Kenzie, T-Crash                                   | Kenzie, Jonathan Yip, Jeremy Reeves, Ray Romulus, Ray McCullough          | 3:47                           |
| 3.                             | "两个视线, 一个视线 (What If...)" (Phồn thể: 兩個視線, 一個視線; Bính âm: Liǎnggè Shìxiàn, Yígè Shìxiàn; với D.O.) | Seo Ji-eum, 黄贞颖 Annakid                        | The Underdogs, Patrick 'J. Que' Smith, Dewain Whitmore, Adonis Shropshire | 4:18                           |
| 4.                             | "My Answer (我的答案)" (Wǒ de Dá'àn; trình bày bởi D.O., Lay, và Chen)                                             | Lee Joo-hyung, 代岳东                             | Lee Joo-hyung                                                             | 3:33                           |
| 5.                             | "Exodus (逃脱)" (Phồn thể: 逃脫; Bính âm: Táotuō)                                                                  | Jo Yoon-kyung, 周炜杰                             | Albi Albertsson, Yuka Otsuki, Fabian Strangl                              | 3:19                           |
| 6.                             | "El Dorado (黄金国)" (Phồn thể: 黃金國; Bính âm: Huángjīnguó)                                                      | Seo Ji-eum, Lee Yoo-jin, 王雅君                   | Lim Kwang-wook, Mage, Chase                                               | 3:59                           |
| 7.                             | "Playboy (坏男孩)" (Phồn thể: 壞男孩; Bính âm: Huài Nánhái; với D.O.)                                              | Jonghyun, 王雅君                                  | Jonghyun, 위프리키                                                        | 3:32                           |
| 8.                             | "Hurt (伤害)" (Phồn thể: 傷害; Bính âm: Shānghài)                                                                  | 100% Seo-jung, 周炜杰                             | Albi Albertsson                                                           | 3:39                           |
| 9.                             | "流星雨 (Lady Luck)" (Liúxīngyǔ; với D.O.)                                                                         | Jo Yoon-kyung, 黄贞颖 Annakid                     | Command Freaks, Andreas Stone Johansson                                   | 3:33                           |
| 10.                            | "Beautiful (美)" (Měi; với Baekhyun)                                                                               | Lee Chae-yoon, 周禹成                             | Teddy Riley, DOM, Richard Garcia, Dantae Johnson, Labyron Walton          | 4:03                           |
| Tổng thời lượng:               | Tổng thời lượng:                                                                                                   | Tổng thời lượng:                                  | Tổng thời lượng:                                                          | 37:14                          |

| Love Me Right - Repackaged album (phiên bản Hàn) | Love Me Right - Repackaged album (phiên bản Hàn)            | Love Me Right - Repackaged album (phiên bản Hàn) | Love Me Right - Repackaged album (phiên bản Hàn)                                                                | Love Me Right - Repackaged album (phiên bản Hàn) | Love Me Right - Repackaged album (phiên bản Hàn) |
| STT                                              | Nhan đề                                                     | Phổ lời                                          | Phổ nhạc | Dịch tiêu đề                                     | Thời lượng                                       |
| ------------------------------------------------ | ----------------------------------------------------------- | ------------------------------------------------ | --- | ------------------------------------------------ | ------------------------------------------------ |
| 1.                                               | "Love Me Right"                                             | Oh Yoo-won (Jam Factory), Kim Dong-hyun          | Denzil "DR" Remedios, Nermin Harambasic, Courtney Woolsey, Peter Tambakis, Ryan S. Jhun, Jarah Lafayette Gibson |                                                  | 3:25                                             |
| 2.                                               | "Tender Love"                                               | Gaeko                                            | Gaeko, Lim Kwang-wook, Ryan Kim, Mistazo, Dauri, Chase                                                          |                                                  | 3:36                                             |
| 3.                                               | "Call Me Baby" (hát bởi EXO)                                | Jo Yoon-kyung, January 8th, Kim Dong-hyun        | Teddy Riley, DOM, Lee Hyun-seung, J.SOL, Dantae Johnson                                                         |                                                  | 3:31                                             |
| 4.                                               | "Transformer"                                               | Kenzie                                           | Kenzie, Jonathan Yip, Jeremy Reeves, Ray Romulus, Ray McCullough                                                |                                                  | 3:47                                             |
| 5.                                               | "시선 둘, 시선 하나 (What If...)" (Siseon Dul, Siseon Hana) | Seo Ji-eum                                       | The Underdogs, Patrick "J. Que" Smith, Dewain Whitmore, Adonis Shropshire                                       | Two Gazes, One Gaze (What If...)                 | 4:18                                             |
| 6.                                               | "My Answer" (hát bởi Baekhyun, D.O., và Suho)               | Lee Joo-hyung                                    | Lee Joo-hyung                                                                                                   |                                                  | 3:33                                             |
| 7.                                               | "Exodus"                                                    | Jo Yoon-kyung                                    | Albi Albertsson, Yuka Otsuki, Fabian Strangl                                                                    |                                                  | 3:19                                             |
| 8.                                               | "El Dorado"                                                 | Seo Ji-eum, Lee Yoo-jin                          | Lim Kwang-wook, Mage, Chase                                                                                     |                                                  | 3:59                                             |
| 9.                                               | "Playboy"                                                   | Jonghyun                                         | Jonghyun, 위프리키                                                                                              |                                                  | 3:32                                             |
| 10.                                              | "First Love"                                                | Iseuran                                          | Cedric "Dabenchwarma" Smith, Keynon Moore, Henry Hill, Ahmad Russell, Catherine Ahn, Danny Jones, Zev Perilman  |                                                  | 4:02                                             |
| 11.                                              | "Hurt"                                                      | 100% Seo-jung                                    | Albi Albertsson                                                                                                 |                                                  | 3:39                                             |
| 12.                                              | "유성우 (Lady Luck)" (Yuseong-u)                            | Jo Yoon-kyung                                    | Command Freaks, Andreas Stone Johansson                                                                         | Meteor Shower (Lady Luck)                        | 3:33                                             |
| 13.                                              | "Beautiful"                                                 | Lee Chae-yoon (Jam Factory)                      | Teddy Riley, DOM, Richard Garcia, Dantae Johnson, Labyron Walton                                                |                                                  | 4:03                                             |
| 14.                                              | "약속 (EXO 2014)" (Yaksok)                                  | Kim Jong-dae, Park Chan Yeol                     | Lay, Deez | Promise (EXO 2014)                               | 4:46                                             |
| Tổng thời lượng:                                 | Tổng thời lượng:                                            | Tổng thời lượng:                                 | Tổng thời lượng:                                                                                                | Tổng thời lượng:                                 | 53:03                                            |

| Love Me Right - Repackaged album (Chinese version) | Love Me Right - Repackaged album (Chinese version)                                                                 | Love Me Right - Repackaged album (Chinese version)   | Love Me Right - Repackaged album (Chinese version)                                                              | Love Me Right - Repackaged album (Chinese version)                 | Love Me Right - Repackaged album (Chinese version) |
| STT                                                | Nhan đề | Phổ lời                                              | Phổ nhạc | Dịch tiêu đề                                                       | Thời lượng                                         |
| -------------------------------------------------- | --- | ---------------------------------------------------- | --- | ------------------------------------------------------------------ | -------------------------------------------------- |
| 1.                                                 | "Love Me Right (漫遊宇宙)"                                                                                         | Oh Yoo-won (Jam Factory), Kim Dong-hyun, Im Heun Yup | Denzil "DR" Remedios, Nermin Harambasic, Courtney Woolsey, Peter Tambakis, Ryan S. Jhun, Jarah Lafayette Gibson |                                                                    | 3:25                                               |
| 2.                                                 | "Tender Love (就是愛)"                                                                                             | Gaeko, 王雅君 (Wang Ya Jun)                          | Gaeko, Lim Kwang-wook, Ryan Kim, Mistazo, Dauri, Chase                                                          |                                                                    | 3:36                                               |
| 3.                                                 | "Call Me Baby (叫我)" (Jiào Wǒ; hát bởi EXO)                                                                       | 代岳东                                               | Teddy Riley, DOM, Lee Hyun-seung, J.SOL, Dantae Johnson                                                         | Call Me                                                            | 3:31                                               |
| 4.                                                 | "Transformer (变形女)" (Phồn thể: 變形女; Bính âm: Biànxíng Nǚ)                                                    | T-Crash                                              | Kenzie, Jonathan Yip, Jeremy Reeves, Ray Romulus, Ray McCullough                                                | Transformative Girl                                                | 3:47                                               |
| 5.                                                 | "两个视线, 一个视线 (What If...)" (Phồn thể: 兩個視線, 一個視線; Bính âm: Liǎnggè Shìxiàn, Yígè Shìxiàn; với D.O.) | 黄贞颖 Annakid                                       | The Underdogs, Patrick "J. Que" Smith, Dewain Whitmore, Adonis Shropshire                                       | Two People's Lines of Sight, A Person's Line of Sight (What If...) | 4:18                                               |
| 6.                                                 | "My Answer (我的答案)" (Wǒ de Dá'àn; hát bởi Chen, Lay, và D.O.)                                                   | 代岳东                                               | Lee Joo-hyung                                                                                                   | My Answer                                                          | 3:33                                               |
| 7.                                                 | "Exodus (逃脱)" (Phồn thể: 逃脫; Bính âm: Táotuō)                                                                  | 周炜杰                                               | Albi Albertsson, Yuka Otsuki, Fabian Strangl                                                                    | Escape                                                             | 3:19                                               |
| 8.                                                 | "El Dorado (黄金国)" (Phồn thể: 黃金國; Bính âm: Huángjīnguó)                                                      | 王雅君                                               | Lim Kwang-wook, Mage, Chase                                                                                     | El Dorado                                                          | 3:59                                               |
| 9.                                                 | "Playboy (坏男孩)" (Phồn thể: 壞男孩; Bính âm: Huài Nánhái; with D.O.)                                             | 王雅君                                               | Kim Jong-hyun, 위프리키                                                                                         | Bad Boy                                                            | 3:32                                               |
| 10.                                                | "First Love (初戀)"                                                                                                | Iseuran, Joo Woo Sung                                | Cedric "Dabenchwarma" Smith, Keynon Moore, Henry Hill, Ahmad Russell, Catherine Ahn, Danny Jones, Zev Perilman  |                                                                    | 4:02                                               |
| 11.                                                | "Hurt (伤害)" (Phồn thể: 傷害; Bính âm: Shānghài)                                                                  | 周炜杰                                               | Albi Albertsson                                                                                                 | Hurt                                                               | 3:39                                               |
| 12.                                                | "流星雨 (Lady Luck)" (Liúxīngyǔ; với D.O.)                                                                         | 黄贞颖 Annakid                                       | Command Freaks, Andreas Stone Johansson                                                                         | Meteor Shower (Lady Luck)                                          | 3:33                                               |
| 13.                                                | "Beautiful (美)" (Měi; với Baekhyun)                                                                               | 周禹成                                               | Teddy Riley, DOM, Richard Garcia, Dantae Johnson, Labyron Walton                                                | Beautiful                                                          | 4:03                                               |
| 14.                                                | "約定 (EXO 2014)"                                                                                                  | Kim Jong-dae, Chanyeol, Lay                          | Lay, Deez |                                                                    | 4:46                                               |
| Tổng thời lượng:                                   | Tổng thời lượng:                                                                                                   | Tổng thời lượng:                                     | Tổng thời lượng:                                                                                                | Tổng thời lượng:                                                   | 53:03                                              |

Chú ý
- "Call Me Baby", "Love Me Right", "Tender Love", and "Promise (EXO 2014)" được hát bới tất cả thành viên. Các bài còn lại được chia thành EXO-K ver và EXO-M ver.
- Tao không có góp mặt vào các ca khúc bao gồm "Love Me Right", "Tender Love", và "Promise (EXO 2014)" do vụ kiện của anh. Ca khúc First Love đã được tung ra hồi 28 tháng 3 năm 2015, được chia thành EXO-K ver và EXO-M ver và có giọng của Tao bên EXO-M ver, nhưng đã được SM xoá.

## Bảng xếp hạng
Từng phiên bản
| Bảng xếp hạng (2015)                           | Thứ hạng cao nhất   | Thứ hạng cao nhất     | Thứ hạng cao nhất   | Thứ hạng cao nhất     | Doanh số                     |
| Bảng xếp hạng (2015)                           | Exodus              | Exodus                | Love Me Right       | Love Me Right         | Doanh số                     |
| Bảng xếp hạng (2015)                           | Phiên bản tiếng Hàn | Phiên bản tiếng Trung | Phiên bản tiếng Hàn | Phiên bản tiếng Trung | Doanh số                     |
| ---------------------------------------------- | ------------------- | --------------------- | ------------------- | --------------------- | ---------------------------- |
| Bảng xếp hạng album Gaon Hàn Quốc hằng tuần    | 1                   | 2                     | 1                   | 2                     | - HQ: 1.222.011 - NB: 83.640 |
| Bảng xếp hạng album Gaon hằng tháng            | 1                   | 2                     | 1                   | 2                     | - HQ: 1.222.011 - NB: 83.640 |
| Bảng xếp hạng album Gaon cuối năm              | 1                   | 4                     | 3                   | 11                    | - HQ: 1.222.011 - NB: 83.640 |
| Bảng xếp hạng album Oricon hằng tuần Nhật Bản  | 4                   | 7                     | 9                   | 14                    | - HQ: 1.222.011 - NB: 83.640 |
| Bảng xếp hạng album Oricon Nhật Bản hằng tháng | 23                  | 46                    | —                   | —                     | - HQ: 1.222.011 - NB: 83.640 |

Cả hai phiên bản
| Bảng xếp hạng (2015)                          | Thứ hạng cao nhất | Thứ hạng cao nhất | Doanh số    |
| Bảng xếp hạng (2015)                          | Exodus            | Love Me Right     | Doanh số    |
| --------------------------------------------- | ----------------- | ----------------- | ----------- |
| US Billboard 200                              | 95                | —                 | - Mỹ: 6.000 |
| Bảng xếp hạng doanh thu hàng đầu US Billboard | 70                | —                 | - Mỹ: 6.000 |
| Bảng xếp hạng album thế giới US Billboard     | 1                 | 2                 | - Mỹ: 6.000 |

## Giải thưởng và đề cử

### Chương trình âm nhạc
| Ca khúc        | Chương trình              | Ngày                |
| -------------- | ------------------------- | ------------------- |
| "Call Me Baby" | The Music Trend (SBS)     | 5 tháng 4 năm 2015  |
| "Call Me Baby" | The Music Trend (SBS)     | 12 tháng 4 năm 2015 |
| "Call Me Baby" | The Music Trend (SBS)     | 19 tháng 4 năm 2015 |
| "Call Me Baby" | Show Champion (MBC Music) | 8 tháng 4 năm 2015  |
| "Call Me Baby" | Show Champion (MBC Music) | 15 tháng 4 năm 2015 |
| "Call Me Baby" | M! Countdown (Mnet)       | 9 tháng 4 năm 2015  |
| "Call Me Baby" | M! Countdown (Mnet)       | 17 tháng 4 năm 2015 |
| "Call Me Baby" | Music Bank (KBS)          | 10 tháng 4 năm 2015 |
| "Call Me Baby" | Music Bank (KBS)          | 17 tháng 4 năm 2015 |
| "Call Me Baby" | Show! Music Core (MBC)    | 11 tháng 4 năm 2015 |
| "Call Me Baby" | Show! Music Core (MBC)    | 18 tháng 4 năm 2015 |
| "Call Me Baby" | Show! Music Core (MBC)    | 25 tháng 4 năm 2015 |
| "Call Me Baby" | Show! Music Core (MBC)    | 2 tháng 5 năm 2015  |
| "Call Me Baby" | The Show (SBS MTV)        | 28 tháng 4 năm 2015 |

## Lịch sử phát hành
| Phiên bản     | Quốc gia | Ngày                | Định dạng          | Nhãn hiệu                  |
| ------------- | -------- | ------------------- | ------------------ | -------------------------- |
| Exodus        | Hàn Quốc | 30 tháng 3 năm 2015 | CD, Tải nhạc xuống | SM Entertainment, KT Music |
| Exodus        | Toàn cầu | 30 tháng 3 năm 2015 | Tải nhạc xuống     | SM Entertainment           |
| Love Me Right | Hàn Quốc | 3 tháng 6 năm 2015  | CD, Tải nhạc xuống | SM Entertainment, KT Music |
| Love Me Right | Toàn cầu | 3 tháng 6 năm 2015  | Tải nhạc xuống     | SM Entertainment           |